# Uprchlický tábor Katsikas
Uprchlický tábor Katsikas, oficiálně pojmenovaný Ústav dočasného přijetí Katsikas je jednotka operující pod řeckým Ministerstvem migrace a azylu pro dočasný příjem imigrantů a uprchlíků v Řecku. Nachází se v municipální komunitě Katsikas v municipální Ioánnině v Epiruském Regionu. Národní organizace pro veřejné zdraví, Ministerstvo vzdělání, řecká armáda a společnosti "ASB Greece" a "METAdrasi" pomáhají v táboře.
Tábor Katsikas je největší uprchlický tábor v Epiru. Organizátor tábora je byznysmen Dimitris Lakkas. Organizátorským týmům uprchlických táborů v Epiru byla poskytována podpora od ASB od února roku 2018.
V prosinci 2020 bylo v táboru asi 1300 osob při celkové kapacitě 1450 osob.

### Protesty
Dne 14. prosince 2020 se odehrál konflikt mezi policií a obyvateli tábora kvůli příchodu asi 150 nových uprchlíků do tábora Katsikas. Svědci mluvili o násilí, užití slzného plynu a o výstřelech. Řecká policie nevydala prohlášení o daném incidentu.

### Články
- BABOULIAS, Yiannis. The Next Syrian Refugee Crisis Will Break Europe’s Back. Foreign Policy [online]. [cit. 2022-06-28]. Dostupné online.
- PSAROPOULOS, John. Some refugees are now integrated. Can Greece’s economy keep up?. AlJazeera [online]. [cit. 2022-06-28]. Dostupné online.
- Testimony from Yazidi refugees in Katsikas Camp, Greece. Médecins Sans Frontières [online]. [cit. 2022-06-28]. Dostupné online.
- WALDMAN, Martin. For Refugees at Katsikas Camp, Life Remains in Limbo. GlobalVoices [online]. [cit. 2022-06-28]. Dostupné online.